# Fußball-Niederrheinliga (Frauen)
Die Frauen-Niederrheinliga ist die höchste Spielklasse auf dem Gebiet des Fußballverbandes Niederrhein. Seit Einführung der 2. Frauen-Bundesliga zur Saison 2004/05 stellt die Niederrheinliga die vierthöchste Spielklasse im deutschen Ligensystem der Frauen dar. Bis zur Saison 2008/09 wurde sie als Verbandsliga Niederrhein bezeichnet. Amtierender Meister ist der SV Walbeck und Rekordmeister ist der KBC Duisburg mit 10 Meisterschaften.

## Geschichte
Eingeführt wurde die Liga als Verbandsliga Niederrhein im Spieljahr 1981/82. Sie löste damit die zwei bisherigen Landesligen als höchste Liga ab, aus denen schon damals ein Niederrheinmeister ermittelt wurden. Zur Saison 1985/86 wurde die Regionalliga West als erste verbandsübergreifende Spielklasse im deutschen Frauenfußball eingeführt. Aus der Verbandsliga Niederrhein qualifizierten sich dafür der KBC Duisburg, der VfB Uerdingen und der GSV Moers. Dadurch wurde die Verbandsliga Niederrhein als höchste Ligainstanz abgelöst und war fortan nur noch zweitklassig. Mit der Einführung der Bundesliga im Jahre 1990 war die Verbandsliga Niederrhein nur noch drittklassig. Durch die Einführung der 2. Bundesliga im Jahre 2004 wurde die Verbandsliga Niederrhein viertklassig und blieb dies bis heute. Im Jahre 2009 erfolgte die Umbenennung in Niederrheinliga.

## Modus und Teilnehmer Saison 2025/26
Die Niederrheinliga umfasst in der Saison 2025/26 14 Mannschaften, die jeweils in einem Heim- und Auswärtsspiel – aufgeteilt auf eine Hin- und Rückrunde – gegeneinander spielen. Der Meister steigt in die Regionalliga West auf. Die drei letztplatzierten Mannschaften steigen in die Landesliga ab. Die 14 Mannschaften sind:
- Absteiger aus der Regionalliga 2024/25:
  - MSV Duisburg

- die verbliebenen Mannschaften der Saison 2024/25:
  - GSV Moers
  - Rhenania Bottrop
  - Grün& Weiß Lankern
  - SG Kaarst
  - DJK TUSA 06 Düsseldorf
  - SGS Essen III
  - SV Rosellen
  - SV Heißen
  - Düsseldorfer CfR links

- Aufsteiger aus den Landesligen 2024/25
  - Rot-Weiß Oberhausen (Meister Landesliga 1)
  - SV Budberg (Landesliga 1)
  - TSV Urdenbach (Meister Landesliga 2)
  - SC Union Nettetal (Landesliga 2)

## Meister
Die folgenden Auflistungen enthalten alle Meister seit 1974. Die Spielzeiten 2019/20 und 2020/21 wurden aufgrund der COVID-19-Pandemie vorzeitig abgebrochen. 2020 kam dabei eine Quotientenregelung zum Einsatz; 2021 wurde die Saison ohne Auf- und Abstieg annulliert.

### Liste der Meister

#### Landesligen (1973–1981)
| Saison  | Niederrhein- meister | Meister Landesliga 1 | Meister Landesliga 2 | Abschneiden des Niederrheinmeisters bei der Endrunde der Deutschen Meisterschaft |
| ------- | -------------------- | -------------------- | -------------------- | -------------------------------------------------------------------------------- |
| 1973/74 | Preussen Krefeld     | Preussen Krefeld     | FC Concordia Goch    | Vorrunde                                                                         |
| 1974/75 | KBC Duisburg         | Preussen Krefeld     | KBC Duisburg         | Vorrunde                                                                         |
| 1975/76 | KBC Duisburg         | TuRU Düsseldorf      | KBC Duisburg         | Vorrunde                                                                         |
| 1976/77 | KBC Duisburg         | TuRU Düsseldorf      | KBC Duisburg         | Achtelfinale                                                                     |
| 1977/78 | KBC Duisburg         | TuRU Düsseldorf      | KBC Duisburg         | Halbfinale                                                                       |
| 1978/79 | KBC Duisburg         | TuRU Düsseldorf      | KBC Duisburg         | Halbfinale                                                                       |
| 1979/80 | KBC Duisburg         | SFD 75 Düsseldorf    | KBC Duisburg         | Finale / Vizemeister                                                             |
| 1980/81 | SFD 75 Düsseldorf    | SFD 75 Düsseldorf    | KBC Duisburg         | Viertelfinale                                                                    |

#### Erstklassigkeit (1981–1985)
- 1981/82: KBC Duisburg (DM: Halbfinale)
- 1982/83: KBC Duisburg (DM: Halbfinale)
- 1983/84: KBC Duisburg (DM: Halbfinale)
- 1984/85: KBC Duisburg (DM: Deutscher Meister 1985)

#### Zweitklassigkeit (1985–1990)
- 1985/86: FC Bottrop-Batenbrock
- 1986/87: FC Concordia Goch
- 1987/88: FC Bottrop-Batenbrock
- 1988/89: VfB Uerdingen
- 1989/90: SFD 75 Düsseldorf

#### Drittklassigkeit (1990–2004)
- 1990/91: Rheinfranken Düsseldorf
- 1991/92: Concordia Goch
- 1992/93: DJK Fortuna Dilkrath
- 1993/94: Arminia Kapellen-Hamb
- 1994/95: Garather SV
- 1995/96: Grün-Weiß Schönebeck
- 1996/97: SV Brünen
- 1997/98: SV Lohausen
- 1998/99: Grün-Weiß Schönebeck
- 1999/00: Garather SV
- 2000/01: SV Brünen
- 2001/02: FSC Mönchengladbach
- 2002/03: FCR 2001 Duisburg II
- 2003/04: SV Hemmerden (1)

#### Viertklassigkeit (seit 2004)
- 2004/05: Ratingen 04/19
- 2005/06: SG Essen-Schönebeck II
- 2006/07: DJK Fortuna Dilkrath
- 2007/08: FSC Mönchengladbach
- 2008/09: Borussia Mönchengladbach
- 2009/10: DJK Fortuna Dilkrath
- 2010/11: Borussia Bocholt
- 2011/12: FCR 2001 Duisburg II
- 2012/13: SV Eintracht Solingen
- 2013/14: Düsseldorfer CfR links
- 2014/15: SV Budberg
- 2015/16: Borussia Mönchengladbach II
- 2016/17: Düsseldorfer CfR links
- 2017/18: SV Budberg
- 2018/19: GSV Moers
- 2019/20: VfR Warbeyen
- 2020/21: Saisonabbruch wg. COVID19-Pandemie
- 2021/22: FV Mönchengladbach
- 2022/23: SV Walbeck
- 2023/24: Borussia Mönchengladbach II
- 2024/25: SV Walbeck

### Rekordsieger
| Platz | Verein                   | Titel | Jahre                                                      |
| ----- | ------------------------ | ----- | ---------------------------------------------------------- |
| 1.    | KBC Duisburg             | 10    | 1975, 1976, 1977, 1978, 1979, 1980, 1982, 1983, 1984, 1985 |
| 2.    | DJK Fortuna Dilkrath     | 3     | 1993, 2007, 2010                                           |
| 2.    | Borussia Mönchengladbach | 3     | 2009, 2016 (a), 2024 (a)                                   |
| 4.    | FC Bottrop-Batenbrock    | 2     | 1986, 1988                                                 |
| 4.    | SV Brünen                | 2     | 1997, 2001                                                 |
| 4.    | SV Budberg               | 2     | 2015, 2018                                                 |
| 4.    | FCR 2001 Duisburg        | 2     | 2003 (a), 2012 (a)                                         |
| 4.    | SFD 75 Düsseldorf        | 2     | 1981, 1990                                                 |
| 4.    | Düsseldorfer CfR links   | 2     | 2014, 2017                                                 |
| 4.    | Garather SV              | 2     | 1995, 2000                                                 |
| 4.    | Concordia Goch           | 2     | 1987, 1992                                                 |
| 4.    | FSC Mönchengladbach      | 2     | 2002, 2008                                                 |
| 4.    | Grün-Weiß Schönebeck     | 2     | 1996, 1999                                                 |
| 4.    | SV Walbeck               | 2     | 2023, 2025                                                 |
| 15.   | Borussia Bocholt         | 1     | 2011                                                       |
| 15.   | SG Essen-Schönebeck      | 1     | 2006 (a)                                                   |
| 15.   | SV Hemmerden             | 1     | 2004                                                       |
| 15.   | Arminia Kapellen-Hamb    | 1     | 1994                                                       |
| 15.   | Preussen Krefeld         | 1     | 1974                                                       |
| 15.   | SV Lohausen              | 1     | 1998                                                       |
| 15.   | GSV Moers                | 1     | 2019                                                       |
| 15.   | FV Mönchengladbach       | 1     | 2022                                                       |
| 15.   | Ratingen 04/19           | 1     | 2005                                                       |
| 15.   | DJK Rheinfranken         | 1     | 1991                                                       |
| 15.   | SV Eintracht Solingen    | 1     | 2013                                                       |
| 15.   | VfB Uerdingen            | 1     | 1989                                                       |
| 15.   | VfR Warbeyen             | 1     | 2020                                                       |